# Bernhard Brähmig
Bernhard Brähmig (* 10. November 1822 in Hirschfeld; † 23. Oktober 1872 in Detmold) war ein deutscher Komponist, Musiker und Organist.

## Leben
Bernhard Julius Brähmig war Musiklehrer an der Lehrerinnenbildungsanstalt in Droyßig. Zu seinen Kompositionen gehören Präludium und Choral „O Haupt voll Blut und Wunden“ nach dem Kirchenlied von Paul Gerhardt mit einer Melodie von Hans Leo Haßler. Größere Bekanntheit erlangte er durch die erste Veröffentlichung des Weihnachtsliedes Süßer die Glocken nie klingen, das er unter dem Titel Die Weihnachtsglocken in seiner Sammlung Liederstrauß publizierte. Der Text dieses Weihnachtsliedes stammt von Friedrich Wilhelm Kritzinger, die Melodie geht auf ein Volkslied zurück.